# Myriozotisis spinosa
Myriozotisis spinosa is een zachte koraalsoort uit de familie Isididae. De koraalsoort komt uit het geslacht Myriozotisis. Myriozotisis spinosa werd in 1998 voor het eerst wetenschappelijk beschreven door Alderslade. 